# François Patenôtre
François Patenôtre, né le 5 avril 1908 et mort le 11 avril 1977, est un homme politique français.

## Détail des fonctions et des mandats
Mandat parlementaire
- 26 avril 1959 - 1er octobre 1971 : Sénateur de l'Aube